# 롬인 축구 대표팀
롬인 축구 대표팀은 독립 축구 협회 연맹에 소속된 팀으로 전 세계의 롬인들을 대표하는 팀이다. 이 팀은 FIFA나 UEFA 같은 국제 기구에 가입되어 있지 않기 때문에 국제 대회에 참가할 수 없으며 독립 축구 협회 연맹에서 주관하는 대회에만 참가한다. 몇몇 유명 축구선수들 가운데 롬인 축구 국가대표팀의 선수 자격으로 뛸 수 있는 선수가 있는데 호세 안토니오 레예스 (스페인), 히카르두 콰레스마 (포르투갈), 바넬 니콜리처 (루마니아), 프레디 이스트우드 (잉글랜드)가 대표적이다. 2015년 CONIFA 유러피언컵에 참가하여 이 대회에서 5위를 차지했다.

## CONIFA 유러피언 풋볼컵 기록
- 2015년: 5위 (1승 2패/7득점·8실점)
- 2017년: 불참